# 심연 (영화)
《심연》(The Abyss) 혹은 어비스는 1989년 미국의 SF 영화로, 제임스 카메론의 연출작이다. 침몰한 잠수함을 수색하는 사람들의 이야기를 다룬다. 에드 해리스, 메리 엘리자베스 매스트런토니오, 마이클 빈 등이 출연했다.

## 줄거리
156명의 선원을 태운 미핵잠수함 USS 몬타나가 정체불명의 물체에 의해 바다 깊숙이 침몰되는 사고가 발생하자 미해군은 침몰한 핵잠수함의 생존자 수색을 명목으로 민간석유시추선 딥코어와 연합 수색작전을 펼치게 된다. 딥코어의 책임자인 버드 브리그먼은 강인한 성격과 탁월한 리더쉽으로 딥코어 선원들의 전폭적인 신임을 받고 있는 인물이다. 버드 브리그먼과 그의 선원들은 커피 중위가 이끄는 해군측 특수부대와 함께 바다 속으로 수색작전을 편다.
한편 해군에 파견되어 온 해양 장비 전문가인 린지는 버드와 결혼한 사이지만 고집이 센 그녀의 강한 성격 때문에 관계가 원만치 못해 얼굴만 마주 대하면 다투고, 커피 중위는 비밀지령 수행을 위한 지나친 독단적 행동으로 버드와 처음부터 갈등을 야기시킨다. 이들은 곧 잠수함을 찾아 생존자 수색을 하지만 예상대로 생존자는 없었다. 그런데 린지는 생명체가 살지 않는 심연에서 빛을 내며 지나가는 정체불명의 수중 생물을 발견한다. 동료 재머가 고압병으로 지나친 산소를 흡입하여 쓰러지고, 설상가상으로 태풍이 불어서 사고가 발생하는데...

## 출연
- 에드 해리스 - 버질 "버드" 브리그먼
- 메리 엘리자베스 매스트런토니오 - 린지 브리그먼 박사
- 마이클 빈 - 하이럼 커피 네이비씰 중위
- J. C. 퀸 - 알리스 "소니" 도슨
- 리오 버메스터 - 캣피시 더브리스
- 킴벌리 스콧 - 리사 "원나잇" 스탠딩
- 토드 그래프 - 앨런 "히피" 칸스
- 존 베드퍼드 로이드 - 재머 윌리스
- 크리스 엘리엇 - 벤딕스
- 리처드 월록 - 드와이트 페리
- J. 케네스 캠벨 - 더마코
- 윌리엄 위셔 주니어 - 빌 테일러
- 켄 젱킨스 - 제라드 커크힐
- 요한 레이선 - 롬 바우트

## 한국어 더빙 성우진

### SBS (1993년 7월 30일)
- 송두석 - 버질 "버드" 브리그먼(에드 해리스)
- 윤소라 - 린지 브리그먼 박사(메리 엘리자베스 매스트런토니오)
- 이규화 - 하이럼 커피 대위(마이클 빈)
- 이선주 - 리사 "원나잇" 스탠딩(킴벌리 스콧)
- 김환진 - 앨런 "히피" 칸스(토드 그래프)
- 이인성 - 재머 윌리스(존 베드퍼드 로이드)
- 최병상 - 엔사인 몽크 소위(애덤 넬슨)
- 김태연
- 이근욱
- 이재명
- 유제상
- 김익태
- 성창수
- 김영훈

### MBC (2001년 9월 15일)
- 권혁수 - 버질 "버드" 브리그먼(에드 해리스)
- 윤성혜 - 린지 브리그먼 박사(메리 엘리자베스 매스트런토니오)
- 송준석 - 하이럼 커피 대위(마이클 빈)
- 김호성 - 앨런 "히피" 칸스(토드 그래프)
- 김용식
- 이종혁
- 손원일
- 박지훈
- 이철용
- 김용준
- 고성일
- 김지영
- 노계현
- 이상훈
- 최한
- 표영재